# Kim Sa, Kim Môn

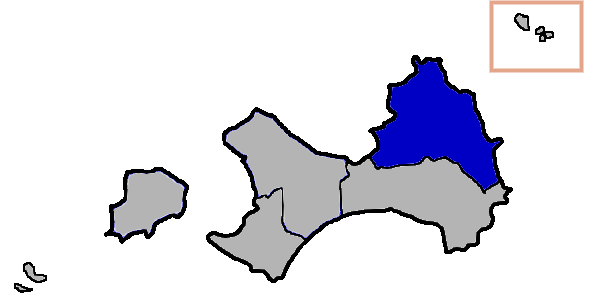
Vị trí tại Kim Môn

Kim Sa (tiếng Trung: 金沙鎮; bính âm: Jīnshā zhèn; Bạch thoại tự: Kim-soaⁿ-tìn) là một trấn của huyện đảo Kim Môn, tỉnh Phúc Kiến, Trung Hoa Dân Quốc (Đài Loan). Trấn nằm tại khu vực đông bắc của đảo chính Kim Môn. Kim Sa có diện tích 41,0808 km², dân số vào tháng 8 năm 2011 là 15.987 người thuộc 5.491 hộ gia đình, mật độ cư trú đạt 389,2 người/km².